# Land of Gold
Land of Gold – ósmy album studyjny hinduskiej sitarzystki Anoushki Shankar, wydany 1 kwietnia 2016 przez Deutsche Grammophon.

## Lista utworów
1. „Boat to Nowhere”
2. „Secret Heart”
3. „Jump In (Cross the Line)” feat. M.I.A.
4. „Dissolving Boundaries”
5. „Land of Gold” feat. Alev Lenz
6. „Last Chance”
7. „Remain the Sea” feat. Vanessa Redgrave
8. „Crossing the Rubicon”
9. „Say Your Prayers”
10. „Reunion”